# 서헤르체고비나주

서헤르체고비나 주의 위치

서헤르체고비나주(보스니아어: Zapadno-hercegovački kanton, 크로아티아어: Zapadno-hercegovačka županija, 세르비아어: Западно-херцеговачки кантон)는 보스니아 헤르체고비나를 구성하는 국가 및 지역인 보스니아 헤르체고비나 연방에 속해 있는 10개 주 가운데 하나로 주도는 시로키브리예그이며 면적은 1,362.0km2, 인구는 81,414명(2011년 기준), 인구 밀도는 60명/km2이다.

주기
주 문장

## 지방 자치체
4개 지방 자치체를 관할한다.
- 그루데 (Grude)

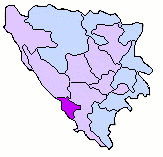
서헤르체고비나 주

- 시로키브리예그 (Široki Brijeg)
- 류부슈키 (Ljubuški)
- 포수셰 (Posušje)

## 지리와 인구
보스니아 헤르체고비나 남서부와 헤르체고비나 지방에 위치하며 면적은 1,362km2, 인구는 81,523명이다. 크로아티아인이 전체 인구의 다수를 차지한다.

## 상징
주기와 주 문장은 보스니아 전쟁 당시에 존재했던 나라인 헤르체그보스니아 크로아티아인 공화국이 사용했던 국기와 국장과 같다. 현존하는 보스니아 헤르체고비나 연방의 주인 제10주에서도 이와 같은 기와 문장을 사용한다.

## 같이 보기
- 보스니아 헤르체고비나의 행정 구역